# دينا بيلينكايا
دينا فاديموفنا بيلينكايا (بالروسية: Дина Вадимовна Беленькая؛ من مواليد 22 ديسمبر 1993) هي لاعبة شطرنج روسية إسرائيلية، ومعلقة، ومشغلة بث على تويتش، ومستخدمة على يوتيوب تحمل لقب امرأة غراند ماستر (WGM). وهي بطلة سانت بطرسبرغ للسيدات أربع مرات، ومثلت سانت بطرسبرغ في بطولة الفرق النسائية الروسية وكأس نادي الشطرنج الأوروبي للسيدات. حصلت على تصنيف ذروة الأتحاد الدولي للشطرنج يبلغ 2364.
تعلمت بيلينكايا كيفية لعب الشطرنج في سن الثالثة على يد والدتها، مدربة شطرنج محلية للأطفال. على الرغم من الإنجازات المحدودة على مستوى الناشئين، حققت بيلينكايا المزيد من النجاح في مسابقات الكبار، بدءًا من فوزها في بطولة الدوري الأول للسيدات في روسيا عام 2011 عندما كانت في السابعة عشرة من عمرها. حصلت على لقب المرأة الكبرى في عام 2016 بعد تحقيق المعايير في البطولات المفتوحة في فرنسا. في ثلاث سنوات متتالية بدءًا من عام 2014. لقد تجاوزت متطلبات النتيجة لجميع معايير امرأة غراند ماستر الثلاثة الخاصة بها، وحصلت على معايير أستاذ الدولي (IM) في كل من هذه البطولات أيضًا. بعد أن حصلت على جميع معايير أستاذ دولي الثلاثة المطلوبة، فإنها تحتاج فقط إلى الوصول إلى حد التصنيف البالغ 2400 للحصول على لقب أستاذ دولي. كان أفضل أداء لبيلينكايا في البطولة المدارس الدولية المفتوحة في أفوين 2014، حيث حصلت على معايير امرأة غراند ماستر وأستاذ دولي بحصولها على الميدالية البرونزية وتقييم أداء 2557. كانت مشاركة في كأس العالم للشطرنج للسيدات 2021، بعد أن تأهلت. من خلال نتيجتها في بطولة الشطرنج الأوروبية الفردية للسيدات 2019. وقامت بيلينكايا بتحويل الاتحادات من روسيا إلى إسرائيل في مارس 2022.

## النشأة والخلفية
ولدت دينا فاديموفنا بيلينكايا في 22 ديسمبر 1993 في سان بطرسبرج. كانت والدتها آسيا كوفاليوفا مدربة شطرنج للأطفال لأكثر من 30 عامًا، وكانت على وجه الخصوص أول مدربة لأنيش غيري، التي أصبحت منذ ذلك الحين أستاذًا كبيرًا (GM) واحتلت المرتبة الثالثة في العالم. تعلمت بيلينكايا كيفية لعب الشطرنج من والدتها في سن الثالثة وبدأت المنافسة في سن الخامسة. عندما كانت في العاشرة من عمرها، بدأت العمل مع أندريه براسلوف، أستاذ الاتحاد الدولي للشطرنج (FM) الذي كان مدربًا في نفس نادي الشطرنج مع والدتها.

## مهنة الشطرنج

### الفائزة بالدوري الروسي الأول، أستاذة دولية (2007–14)
حصلت بيلينكايا على تصنيف الأتحاد الدولي للشطرنج الأول لها في أبريل 2007 عندما كانت تبلغ من العمر 13 عامًا، بدءًا من عام 1872 بعد مشاركتها في بطولة الشتاء على بيتروغراد الجانب المفتوح في يناير. وفي الشهر التالي، لعبت بطولة سانت بطرسبورغ للسيدات للمرة الأولى. وصلت بيلينكايا إلى تصنيف 2000 في أكتوبر 2008 في سن 14 عامًا بعد أداء جيد في بطولة ليودميلا رودينكو التذكارية المفتوحة للسيدات حيث سجلت 4/8 ضد المنافسين بمتوسط تقييم أعلى بكثير يبلغ 2242. في نهاية العام، حصلت على المركز الأول في بطولة سانت بطرسبرغ للفتيات تحت 18 عامًا بنتيجة 6½/9.
وصلت بيلينكايا لأول مرة إلى تصنيف 2100 في عام 2010 وتصنيف 2200 في نهاية عام 2011. حصلت على لقب أستاذة دولية بالأتحاد الدولي للشطرنج (WFM) في عام 2010. جاءت أفضل نتيجة لها لعام 2011 في فبراير عندما فازت ببطولة الدوري الروسي الأول للسيدات في إيفانوفو في سن 17 عامًا. وسجلت 8/9 ضد المنافسين بمتوسط تقييم 2192. وقد جمعت تقييم أداء قدره 2543 وحققت ثلاثة انتصارات ضد اللاعبين. صنفت فوق 2300، وهي ماريا فومينيخ، وإينا إيفاكينوفا، وداريا شاروتشكينا. كانت هذه هي النسخة الأخيرة من الدوري الأول. خلال عام 2012، أنهت بيلينكايا المركز الرابع المشترك بنتيجة 5½/9 في المرحلة الثانية لكأس روسيا للسيدات، خلف أولغا جيريا، وألكساندرا غورياكشينا، وإيكاترينا تيموفيفا، وجميعهم حصلوا على تصنيف أعلى بكثير.

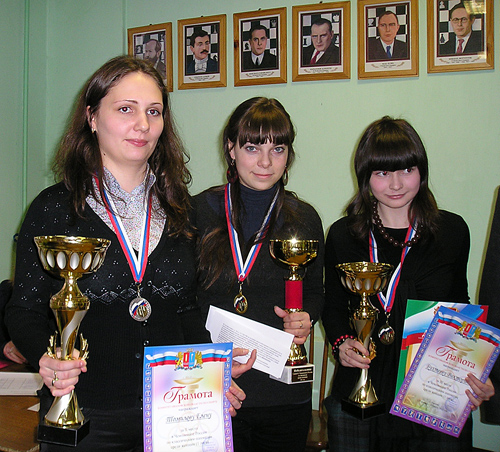
بيلينكايا (في الوسط) مع كأس الفائز بالدوري الأول لبطولة روسيا للسيدات 2011

واصلت بيلينكايا الحفاظ على تصنيفه عند مستوى 2200 المنخفض حتى منتصف عام 2014. في أوائل عام 2013، هزمت إيغور شفيرجوف، أستاذ كبير وحصلت على تصنيف 2470، في مجموعة أستاذ دولي في مهرجان بول كيريس التذكاري. بعد حصولها على الميدالية البرونزية في بطولة الناشئين الروسية للفتيات تحت 21 عامًا، شاركت في بطولة الشطرنج الفردية الأوروبية للسيدات لأول مرة. مع البطولة في بلغراد، سجلت 5/11، أبرزها فوزها في الجولة الافتتاحية ضد إليزابيت بيتس، وهي أستاذة ألمانية دولية (IM) حصلت على تصنيف 2454. حصلت بيلينكايا على أول زيادة كبيرة في تصنيفها منذ عام 2011 خلال فترة التصنيف في أغسطس 2014 عندما اكتسبت أكثر من 100 نقطة تصنيف من بطولتين لترتفع إلى 2329، فوق عتبة 2.
مطلوب 300 نقطة للحصول على لقب أستاذة دولية (WGM). أولاً، حصلت على 30 نقطة تقييم في بطولة الشطرنج الأوروبية الفردية للسيدات بنتيجة 5½/11 ضد المنافسين بمتوسط تقييم 2321. تابعت هذه النتيجة بالفوز بالميدالية البرونزية في البطولة المدارس الدولية المفتوحة في أفوين في فرنسا خلف اثنين من الأساتذة الكبار، ماكسيم لاجارد وألون جرينفيلد. لقد سجلت 7/9 مع تقييم أداء قدره 2557، أبرز انتصاراتها على أربعة أساتذة دوليين. وكانت خسارتها الوحيدة أمام الفائزة بالبطولة لاغارد. بشكل عام، حصلت على 76 نقطة تقييم. حصلت أيضًا على أول معيار امرأة غراند ماستر لها بتسجيلها أعلى بكثير من 5 نقاط المطلوبة، وحصلت أيضًا على أول معيار أستاذ دولي لها.

### لقب المرأة الكبرى، معايير المراسلة الفورية المتبقية (2015 إلى الوقت الحاضر)

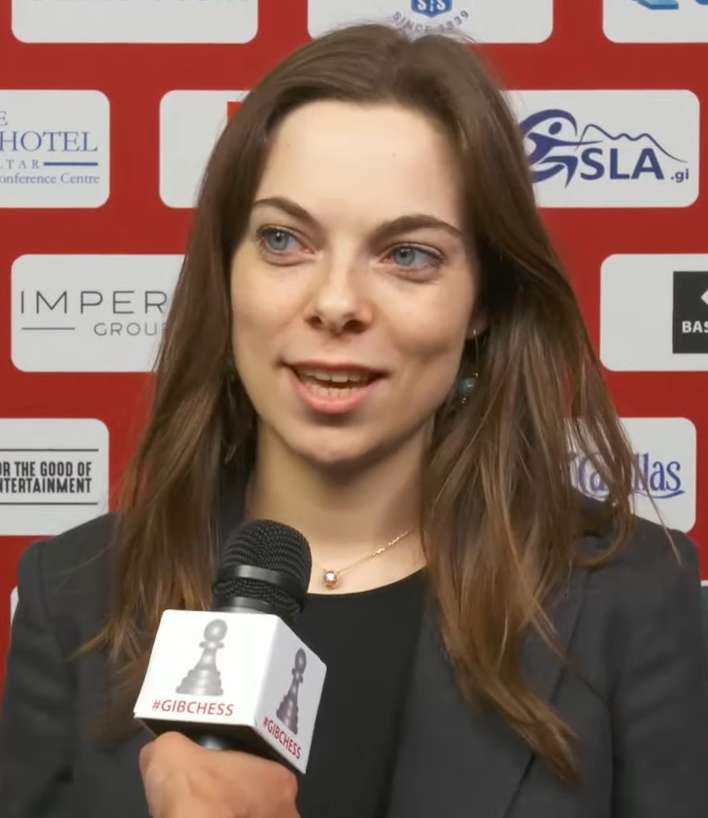
مقابلة بيلينكايا في مهرجان جبل طارق للشطرنج 2020

خلال معظم حياتها المهنية كشخص بالغة، حافظت بيلينكايا على تصنيفها بين 2250 و2350. وسط سلسلة من النتائج السيئة في النصف الأول من عام 2015 والتي أدت إلى انخفاض تصنيفها إلى 2213، حققت نتيجة جيدة في مارس عندما فازت ببطولة سانت بطرسبرغ للسيدات لأول مرة. وسجلت 7½/9، بفارق ½ نقطة عن الوصيفة ألينا باليان. وفي النصف الثاني من العام، استعادت بيلينكايا جميع نقاط التصنيف التي فقدتها ووصلت إلى ذروة تصنيف جديدة بلغت 2352. أكبر زيادة في تصنيفها كانت مرة أخرى في أغسطس، عندما حصلت على 30 نقطة في بطولة الدوري العالي للسيدات في روسيا و62 نقطة في المهرجان الدولي للواقي الذكري في فرنسا. كانت البطولة الأخيرة عبارة عن جولة روبن من عشرة لاعبين. على الرغم من كونها اللاعبة الأقل تقييمًا، فقد سجلت 6/9 لتحتل المركز الثاني خلف سيرجي فيميديوك، اللاعب المولدوفي. لقد حصلت على معيار امرأة غراند ماستر الثاني لها ومعيار أستاذ دولي الثاني، حيث حصلت الأولى على نقطة أكثر مما هو مطلوب.
حصلت بيلينكايا على لقب أستاذة دولية في عام 2016. للسنة الثانية على التوالي، حصلت على معيار امرأة غراند ماستر ومعيار أستاذة دولية، وبذلك حصلت على لقب امرأة غراند ماستر. وباعتبارها ثاني أقل لاعبة تقييمًا، فقد احتلت المركز الأول بالاشتراك مع ثلاثة لاعبين آخرين بنتيجة 6/9، لكنها جاءت في المركز الرابع بسبب معايير الشوط الفاصل. وكانت نتيجتها أعلى بنقطة واحدة من الدرجة المطلوبة لمعيار امرأة غراند ماستر. خلال عام 2017، فازت بيلينكايا بالميدالية البرونزية في بطولة موسكو المفتوحة ب، قسم السيدات في البطولة، خلف أوكسانا غريتساييفا وألينا كاشلينسكايا. وفي نهاية العام حصلت على ميدالية برونزية أخرى بوصولها إلى الدور نصف النهائي من كأس روسيا للسيدات. لقد أطاحت بألكسندرا ماكارينكو في الجولة الأولى قبل أن تخسر أمام إيلينا توميلوفا.
في عام 2017، وبخت بيلينكايا من قبل لجنة الأخلاقيات التابعة للاتحاد الدولي للشطرنج لتوجيهها اتهامًا "متهورًا وغير مبرر" بالغش ضد ميهايلا ساندو خلال بطولة الشطرنج الأوروبية الفردية للسيدات لعام 2015.
في أوائل عام 2018، هزمت بيلينكايا لوك ماكشين، الأستاذ الإنجليزي الكبير، في بطولة بونراتي ماسترز، وهي بطولة سويسرية غير مصنفة من ست جولات في أيرلندا. مع تصنيف 2643 في ذلك الوقت، تعد ماكشين اللاعبة الأعلى تقييمًا التي هزمتها. تضمنت أفضل عروض بيلينكايا في البطولة عام 2018 الفوز ببطولة سانت بطرسبرغ للسيدات للمرة الثانية والحصول على 42 نقطة تقييم في الدوري الصربي للسيدات. وصلت إلى أعلى تصنيف عند 2364 في أوائل العام التالي في فبراير 2019. كانت إحدى أفضل نتائجها في عام 2019 في بطولة الشطرنج الأوروبية الفردية للسيدات في أنطاليا، حيث سجلت 7/11 لتحتل المركز 22 وتحصل على المركز الرابع عشر والأخير في التأهل لكأس العالم للسيدات الافتتاحية. لقد هزمت ثلاثة أساتذة عالميين خلال هذا الحدث، وهم ناتاليا بوكسا، وإفجينيا أوفود، وصوفي ميليت، وكان آخر اثنتين منهما في الجولتين الأخيرتين.
فازت بيلينكايا ببطولة سانت بطرسبرغ للسيدات للمرة الثالثة والرابعة في عامي 2020 و2021 لمنحها سادس أكبر عدد من الانتصارات بين السيدات في تاريخ المدينة. في النسخة الافتتاحية لكأس العالم للسيدات في عام 2021، كانت بيلينكايا هي المصنفة رقم 66 من بين 103 متنافسة. إقصيت في الجولة الأولى من قبل المصنفة 63 تيودورا إنجاك، وخسرت كلتا المباراتين الكلاسيكيتين. وغيرت بيلينكايا اتحادها إلى إسرائيل في مارس 2022.

## مسابقات الفريق

### المناسبات الوطنية

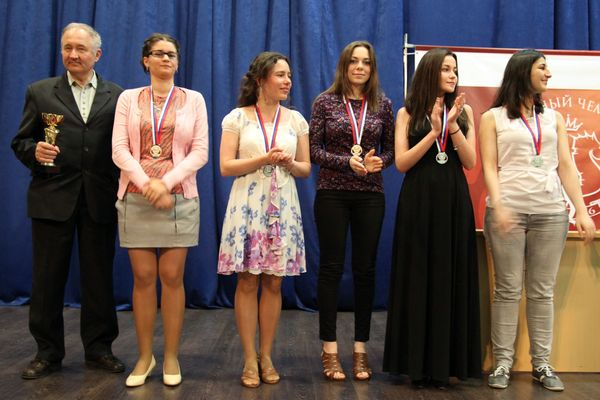
بيلينكايا (الثالث من اليمين) في بطولة الفرق الروسية 2016

تنافست بيلينكايا في بطولة الفرق النسائية الروسية ست مرات منذ عام 2015. ومثلت فريق سانت بطرسبرغ المدرسة الاحتياطية المتخصصة للأطفال والشباب الأولمبي للشطرنج والداما (SDYUSSHOR SHSH) في عام 2015، فازت بالميدالية الفضية في بطولة 2015 المكونة من عشرة فرق معًا مع أناستاسيا بودناروك، وإيفجينيا أوفود، وألينا باليان. هذه النتيجة أكسبتهم أيضًا مكانًا في كأس الأندية الأوروبية في وقت لاحق من ذلك العام. على المستوى الفردي، لم يكن أداء بيلينكايا جيدًا، حيث سجل 3/7 وخسر 9 نقاط تقييم. كان أداء بيلينكايا أفضل في ظهورها التالي في هذا الحدث، حيث حصلت على نقاط التصنيف عند بطولاتها الخمس القادمة للفرق النسائية الروسية. فاز الفريق بالميدالية الفضية مرة أخرى في عام 2016 بمجموعة مماثلة من اللاعبات، حيث قام فقط بنقل بيلينكايا إلى اللوحة الاحتياطية واستبدالها بآنا ستياجكينا. وسجلت بيلينكايا 5/8 وحصل على 10 نقاط تقييم. في حين أن الفريق فاز بالميدالية البرونزية فقط في عامي 2017 و2018، فقد سجلت بيلينكايا 5/7 و6/8 في تلك السنوات، وحصل على 16 و11 نقطة تصنيف على التوالي. وفاز الفريق بالميدالية الفضية مرة أخرى في عام 2019. على الرغم من أنهم لم يفزوا بميدالية في عام 2021، إلا أن بيلينكايا حصلت على تصنيف أداء بلغ 2434، وهو الأفضل لها في هذا الحدث، وحصلت على 37 نقطة تقييم.

### الأحداث الدولية
لعبت بيلينكايا أيضًا في نفس فريق المدرسة الاحتياطية المتخصصة للأطفال والشباب الأولمبي للشطرنج والداما في كأس الأندية الأوروبية للسيدات. في حدث 2015، احتل فريق المدرسة الاحتياطية المتخصصة للأطفال والشباب الأولمبي للشطرنج والداما المركز السابع من بين اثني عشر فريقًا. لقد احتلوا المركز السابع مرة أخرى في العام التالي في 2016، وهذه المرة من بين أربعة عشر فريقًا. مثل المنافسة الوطنية، حصلت بيلينكايا على نتيجة أفضل في ظهورها الثاني، حيث سجلت 4½/7 وحصلت على نقاط تصنيف في عام 2016 مقارنة بنتيجة 3½/7 في عام 2015 التي فقدت نقاط تصنيفها. كانت أفضل نتيجة لفريق بيلينكايا في عام 2018 عندما قسمت المنافسة إلى مجموعتين من ستة فرق، ومرحلة خروج المغلوب من ثلاث مجموعات وأربعة فرق، حيث حددت المجموعات من خلال مواضع جولة روبن. تأهل فريقها إلى المجموعة الأولى بالضربة القاضية وحصل على المركز الرابع. على الرغم من خسارة بيلينكايا لنقاط التصنيف في كل من عامي 2018 و2019، إلا أن انتصاراتها ضد اللاعبين ذوي التصنيف الأعلى ستافرولا تسولاكيدو زهانسايا عبد الملك ساعدت فريقها على تحقيق التعادل في الجولة الافتتاحية في كلتا الحالتين.

### الدوريات
تنافست بيلينكايا في الدوري الألماني للسيدات في ألمانيا منذ عام 2015. ولعبت مع فريق باد كونيغسهوفن منذ عام 2016 بعد حل فريقها الأصلي، SF 1891 فريدبرغ، بعد عامها الأول. لعبت بيلينكايا للنادي باد كونيغسهوفن بالدوري وفازت في نسختين متتاليتين في 2018–19 و2019–21. حقق بيلينكايا نتائج ممتازة في كلا موسمي البطولة. سجلت 8½/9 خلال موسم 2018–19، متغلبة على جميع خصومها باستثناء كارينا أمبارتسوموفا، سيدة كبيرة حصلت على تقييم 2396. وكان تقييم أدائها الإجمالي 2537. في الموسم التالي، دخل Bad Königshofen الجولة النهائية وهو بحاجة إلى التعادل مع صاحب المركز الثاني فريق قاعة شفيبيش ليحقق اللقب. في المباراة النهائية، هزمت بيلينكايا إيرينا بولماغا، الحائزة على تصنيف 2396، لتساعد فريقها على تعادل المباراة والفوز بالدوري. بشكل عام، حصلت بيلينكايا على درجة 6½/8، وهو ما يتوافق مع تقييم أداء قدره 2453 وسلط الضوء عليها أيضًا بالفوز على وزانسيا عبد الملك، التي حصلت على تقييم 2471 في ذلك الوقت.
تنافست بيلينكايا أيضًا في بطولات الدوري في فرنسا وصربيا. في أواخر عام 2019، هزمت بيلينكايا مومشيل نيكولوف، وهو أستاذ كبير حصل على تصنيف 2557، في الدوري الفرنسي. لعبت بيلينكايا على اللوحة العليا لفريق سهامتني كروزوك ومقره نوفي ساد في الدوري الصربي للسيدات 2019.

## أسلوب اللعب
لدى بيلينكايا تفضيل قوي للعب 1.e4 (لعبة King's Pawn) بالقطع البيضاء على أي حركات أولى أخرى. باستخدام القطع السوداء، تدافع عادةً ضد 1.e4 باستخدام دفاع كارو-كان (1.e4 c6) وتدافع عادةً 1.d4 (لعبة بيدق الملكة) مع قبول مناورة الملكة 1.d4 d5 2.c4 dxc4) .
بدأت بيلينكايا بث الشطرنج على تويتش في أبريل 2020 في بداية جائحة كوفيد -19 بعد دعوتها من قبل الكسندرا بوتيز للمنافسة في بطولة ايزوليتد كوينز للشطرنج للسيدات عبر الإنترنت التي كانت تنظمها. استخدمت بيلينكايا حقيقة أن المنافسين الذين بثوا مشاركتهم فقط هم المؤهلون للحصول على الجوائز كحافز لمعرفة كيفية بث القناة وإطلاقها. لقد وقعت على البث على موقع شطرنج.كوم في وقت مبكر من شهر أبريل من ذلك العام وتتعاون مع القائمين على البث الآخرين الذين يشكلون جزءًا من نظامهم الأساسي. انضمت شقيقتها آسيا، وهي فنانة ولاعبة شطرنج على مستوى مبتدئ.
عملت بيلينكايا كمعلق على الأحداث العامة والأحداث عبر الإنترنت. كانت معلقة رسمية لكأس العالم 2021 مع ألكسندر شيمانوف، الأستاذ الكبير الروسي. أجرت المقابلات الرسمية بعد المباراة في سباق الجائزة الكبرى للأتحاد الدولي للشطرنج 2022. بالنسبة إلى موقع شطرنج.كوم، قامت بالتعليق على مجموعة متنوعة من الأحداث عبر الإنترنت بما في ذلك الأحداث الأسبوعية التي تحمل عنوان أيام الثلاثاء والشطرنج السريع.البطولة.
شاركت بيلينكايا في بطولة لعبة الشطرنج المغولية، وهو حدث معرض للشطرنج في ديسمبر 2022 نظمه لودفيج أهغرين ويضم منشئي المحتوى المتنافسين. لقد حاربت أندريا بوتيز كواحدة من مباراتين فقط بين لاعبي الشطرنج التنافسيين الفعليين. فازت بيلينكايا في الأصل بالمباراة في فئة الشطرنج مع زميله على الرقعة عندما استقال بوتيز. بعد يوم واحد، حصل كلا المقاتلين على الفضل في الفوز بعد أن رأى المنظمون أن الحكم كان يجب أن يوقف المباراة كضربة قاضية فنية لبوتيز لأن بيلينكايا احتاجت إلى توقف أكثر مما كان مخصصًا لها في جولة الملاكمة الأخيرة.

## الحياة الشخصية
تخرجت بيلينكايا من جامعة سانت بطرسبرغ الحكومية للفنون التطبيقية في عام 2018 وحصلت على شهادة في اللغويات التطبيقية. وهي تتحدث ثلاث لغات وتتقن اللغات الإنجليزية والروسية والفرنسية، بعد أن تعلمت الأخيرة جزئيًا من خلال قضاء فصلين دراسيين في فرنسا. بيلينكايا هي أستاذة الرياضة في روسيا.